# Децим Лелий
Децим Лелий (на латински: Decimus Laelius) e политик на късната Римска република. Произлиза от фамилията Лелии.
През 59 пр.н.е. служи при претора Луций Валерий Флак. Цицерон го споменава в речта си Pro Flacco. През 54 пр.н.е. той е народен трибун. Неговите колеги са Гай Мемий, Квинт Муций Сцевола и Теренций. Помага на Авъл Габиний в процеса му за предателство (majestas).
През 49 и 48 пр.н.е. е префект при Помпей Велики по време на гражданската война на Юлий Цезар в Сирия и Азия. През 49 пр.н.е. служи при консулите Гай Клавдий Марцел и Луций Корнелий Лентул Крус.